# الإمام المراغي (مسلسل)

## قصة
تتناول الاحداث السيرة الذاتية لشيخ جليل من شيوخ الازهر هوالامام محمد مصطفى المراغي منذ نشأته ومراحل حياته وعمله كقاضي للقضاة في السودان ثم عين رئيسا للمحكمة الشرعية ثم شيخاً للازهر. وعاش طوال حياته شامخا مرفوع الرأس يعمل لصالح الازهر في حقبة تاريخية هامة وظروف سياسية واجتماعية بالغة الصعوبة وهي فترة الاحتلال البريطاني لمصر والسودان. وعندما تولى مشيخة الازهر كان نموذجا لرجل الدين المجدد المتطور الذي قرر أن يلعب الازهر دورا هاما وأساسيا على مستوى العالم الإسلامي وإستكمال رسالتة في مواكبة التطور والاخذ بالمنهج العلمي مع الالتزام الكامل بالكتاب والسنة واستمرار التحديث وايفاد البعثات وترجمة القرآن الكريم لشتى اللغات وله مواقف مشرفة ضد المستعمر والقصر ودعاة التخلف ليحقق رسالة سامية لصالح الإسلام والمسلمين.

## فريق العمل

### بطولة
| - حسن يوسف: الإمام المراغي - نهال عنبر: عائشة زوجة الإمام المراغي - عمر الحريري: والد الإمام المراغي - سميرة عبد العزيز: والدة الإمام المراغي - أشرف عبد الغفور: الشيخ عبد المنعم كبيرا - رشوان توفيق: الشيخ محمد عبده - هادي الجيار: الشيخ نجيب كبيرا - خليل مرسي: الشيخ دهموش - محمد الدفراوي: الشيخ فتوح - ناصر سيف: أحمد المراغي كبيرا - نهى إسماعيل :زينب أخت عائشة - رانيا يوسف: كوثر - محمد عبد الجواد: أ. رشدي - أحلام الجريتلي: سيدة زوجة عبد الحميد رشوان - فاروق نجيب: عبد الحميد رشوان - نادية عزت: عزيزة خادمة كوثر | - محمود مسعود: أحمد حسنين باشا - إبراهيم خان: محمد محمود باشا - ميرال: مبروكة زوجة الشيخ عبد المنعم - أحمد حلاوة: حسن نشأت وكيل الديوان الملكي - إيمان مسعود: مسعدة زوجة الشيخ نجيب - مصطفى حشيش: الوزير جعفر الكوالي - محمد فريد: عبد الرحمن المهدي - علي عبد الرحيم: علي الميرغني - فاروق فلوكس: ظابط إنجليزي - حمدي السخاوي: علي ماهر باشا - ماهر سليم: محامي - فهمي الخولي: الشيخ رفاعي - أحمد الشناوي: الشيخ محمد الأحمدي الظواهري - ليلى جمال: رضا زوجة محمد عبده - شريف صبحي: انطوان بوللى - عبد الحميد سند: الملك فؤاد الأول | - عايدة غنيم: عايدة بنت الإمام المراغي - محمد البياع: الملك فاروق الأول - آمال رمزي - عبد السلام الدهشان: الشيخ عبد السلام - عماد العروسي: الشيخ محمود شلتوت - محمود الحفناوي: الشيخ مخلص - محمد صلاح - وائل علي: الشيخ عبد المنعم شابا - أحمد ثابت: الشيخ نجيب شابا - أحمد صفوت: أحمد المراغي شابا - هشام عطوة - عمرو قابيل - عبد المنعم سعد - طارق كامل - محمود زكي: بترو دوفاللى - فوزي الشرقاوي: الشيخ محمد أبو الفضل الجيزاوي | - سعيد عبد النعيم: مساعد شيخ الأزهر - يوسف العسال: ظابط إنجليزي - محمد الأدنداني: الشيخ الزفتاوي - عادل عطية: رستم والد كوثر - شهيرة كمال - بشرى القصبي - معتز السويفي: مصطفى النحاس - محمد الخولي - أشرف صالح: الظابط سعد زيدان - جلال عثمان - محمد زكريا - حمادة عبد الحليم - محمد سامي غنيم - مصطفى الشامي: الخديوي عباس حلمي الثاني - محمد صلاح آدم: الإمام المراغي شابا |

بالاشتراك مع
| - فاروق قمر الدولة - أبو السعود عطية - محمود عبد الغفار: الحاج إسماعيل - هبة الله سامي - عيد أبو الحمد - أحمد إبراهيم - حمدي السلكاوي - طلعت الشريف: ملازم شفيق عزت - أحمد حسين - أحمد علي شومان - أحمد مصطفى - وائل فايق - شوكت عابدين - مصطفى القسط - سيد الطيب - اشرف جلال - ممدوح السنجري - سمير حكيم - معتز كمال - محمد يوسف - ناني سعد الدين: ممرضة الإمام المراغي - نجلاء شعير | - رضا عبد الواحد - مديحة أنور - محمد حسن - فاروق رمضان: تاجر ملابس - ندى جبر - إبراهيم غزال - باسم شريف:علي - أيمن تاج الدين - إحسان الترك: حسين سري باشا - أشرف فاروق:ظابط إنجليزي - أسامة عبد الله: مساعد الشيخ الميرغني - محمود علوان - حسن عثمان - عمرو مدحت: مرتضى ابن الإمام المراغي - احمد سليمان - سمير كامل: أحد شيوخ الأزهر - محمد ريان - حسين الشريف: محامي مسعدة - عادل شعبان: أحد مساعدي الإمام المراغي - أحمد عبد الستار - علي الطيب | - محمد عبده - طاهر شمعه - مجدي عبد الظاهر - كريمة عبد الله - أشرف منصور - أحمد كمال - حمدي حفني - جمال إمام - وليد حمودة - ماهر عبد الظاهر - اشرف بغدادي - يوسف عبيد - سعيد عطيه - عمرو شميس - كمال الألفي - سامح أبو الغار - عادل الباجوري - مسعد الصاوي - حسن عبد المجيد - رفعت ريان - ماجد عبد العظيم: الملك جورج الخامس | - هشام كامل - عمرو فريد صالح - محمد القشيري - رأفت فوزي - سلمى فخري - ميرفت عثمان - رياض حسين - عفاف مصطفى: زوجة رجل سوداني - محيى الدين عبد الحميد: رجل سوداني - هاني دانة - سيد إبراهيم الشرقاوي: ابن سوداني - عصام الغنام - محمد عبد المجيد - جمعة عبد الرحمن - حسين العتموني - حسن عبد الغني - سامر المنياوي - عبد العزيز إسماعيل - خالد فتحي - إميل شوقي - احمد النمرسي: حاجب محمد عبده |

الأطفال:
- مشيره طارق: طفلة
- محمد ميسرة: طفل